# Fazenda Pasto Grande
A Fazenda Pasto Grande é uma antiga propriedade rural do século XVIII tombada pelo Condephaat em 1993, e está localizado na cidade de Taubaté, no estado de São Paulo.

## Histórico
Sua sede foi construída no século XVIII, por Pedro Pereira de Barros. A propriedade foi herdada por sua mulher, Quitéria Maria da Fonseca, que dividiu a sede e metade das terras aos treze filho. Pedro Pereira da Fonseca Teles, um dos filhos, tornou-se, o dono de toda a propriedade.
Além da agricultura de subsistência, a principal atividade econômica da Fazenda Pasto Grande foram a plantação de cana de açúcar e posteriormente, de café.

## Arquitetura
A sede foi construída em taipa de pilão e pau a pique. No interior, apresenta um grande salão, para o qual se voltam cinco alcovas e em cuja extremidade encontra-se um pequeno oratório em madeira. O piso e o forro feito em tabuados de madeira ainda são os originais. Na área externa ao lado dos terreiros atijolados para a secagem do café, localizam-se as construções em pau a pique destinadas à tulha e paiol.